# Snijeg
Snijeg je oborina u krutom stanju. Nastaje očvršćenjem vodene pare u oblik razgranjenih heksagonalnih kristala i zvjezdica, koji su često pomiješani s jednostavnim ledenim kristalima. Kod temperature više od –10 °C kristali su obično slijepljeni u pahuljice tankom prevlakom tekuće vode. Oblici kristala su različiti te se mogu pojavljivati u vidu heksagonalnih pločica, trokuta, prizmi, ili kao razgranati kristali. 
U meteorologiji se smatra snježnim onaj dan kad je bar polovica vidljivog tla pokrivena snježnim pokrovom. Snježni je pokrov loš vodič topline; između pojedinih kristala snijega ima zraka, koji štiti tlo od prejakog ohlađivanja, a zimske usjeve od smrzavanja.

## Kristali
Tijekom padanja iz oblaka prema tlu, kristalčići se međusobno sudaraju, spajaju, razbijaju, djelomično tope ili spajaju s kišnim kapima pa to sve utječe na konačan oblik snježne pahuljice. Iz tog razloga je snijeg koji pada najčešće nepravilnog oblika. Između kristala i pahuljica nalaze se praznine ispunjene zrakom. Kad snijeg padne na tlo, zrak ostaje zarobljen između kristala, pa se zato čuje zvuk kad gazimo po netaknutom snijegu. Zvuk ovisi o temperaturi, ali i o strukturi snijega. Tada dolazi do loma ledenih kristala kroz koje onda izlazi zrak.

## Veličina snježnih pahuljica
Većina pahuljica ima promjer oko 2 cm. No, pod određenim okolnostima mogu nastati i pahulje veće od 5 cm u promjeru. Za to su potrebne temperature zraka oko nule, lagani vjetar i nestabilna atmosfera uz usmjereno strujanje tekućina i plinova. 
Vidljiva sunčeva svjetlost je bijele boje. Većina stvari u prirodi upijaju dio sunčeve svjetlosti koja im daje njihovu boju. Snijeg, međutim, odbija (reflektira) većinu sunčevog svjetla. S obzirom na to da snijeg ima puno malih kristala, sunčeva svjetlost se uspješno odbija, poput malih zrcalčića.

## Uvjeti za snijeg
Istraživanja pokazuju da nikad nije prehladno za padanje snijega. Može sniježiti i na iznimno niskim temperaturama zraka ako postoji vlaga i dizanje ili hlađenje zraka. Točno je da snijeg najčešće pada na temperaturi zraka oko 0°C jer topliji zrak može sadržavati više vlage.
Svježe napadali snijeg sadrži i do 95 % zarobljenog zraka. 
Čisti snijeg je zasigurno jestiv. U gradskim područjima snijeg može biti zagađen pa se ne bi trebao jesti, no ni tada vjerojatno ne bi imao većih posljedica za zdravlje onih koji ga jedu. Ponekad snijeg može sadržavati alge koje mu daju crvenkastu boju. Taj snijeg je jestiv, a oni koji su ga probali čak kažu da ima dobar okus.
Iako se grmljavina zimi pojavljuje puno rjeđe nego ljeti, moguće je da pada snijeg i grmi istovremeno. U prosjeku jedan dan godišnje pada snijeg i grmi. Kad pada snijeg, češće grmi u obalnom području nego u unutrašnjosti.

## Simbolika
U Bibliji snijeg je simbol Božje Riječi: „Oko se divi ljepoti bjeline snijega i duh se zanosi prominjanjem njegovim.” (Sir 43, 18). Jedan od naslova kojim se naziva Marija jest Gospa Snježna, a to je ujedno i naziv marijanskoga blagdana u Katoličkoj Crkvi.